# Morgan Tuck
Morgan Tuck (ur. 30 kwietnia 1994 w Grand Rapids) – amerykańska koszykarka, występująca na pozycji silnej skrzydłowej, reprezentantka kraju.
Jej ojciec David grał w koszykówkę na Ferris State University, natomiast jej siostra Taylor na University of Illinois.
11 listopada 2019 została zawodniczką tureckiego Çukurova Basketbol Mersin.
10 lutego 2020 została wytransferowana do Seattle Storm.
15 marca 2021 ogłosiła oficjalne zakończenie kariery w WNBA.

## Osiągnięcia
Stan na 17 marca 2021, na podstawie, o ile nie zaznaczono inaczej.
NCAA
- Mistrzyni:
  - NCAA (2013–2016)
  - turnieju konferencji American Athletic (AAC – 2014–2016)
  - sezonu regularnego konferencji AAC (2014–2016)
- Laureatka American Athletic Conference Sportsmanship Award (2016)
- Zaliczona do:
  - I składu:
    - AAC (2015, 2016)
    - turnieju:
      - NCAA Final Four (2015, 2016)
      - NCAA All-Regional (2015, 2016)
      - AAC (2015)

  - II składu All-America (2016 przez Associated Press, WBCA)
- Liderka AAC w skuteczności rzutów z gry (59,6% – 2015)

WNBA
- Mistrzyni WNBA (2020)[7]
- Wicemistrzyni WNBA (2019)

Drużynowe
- 4 miejsce podczas mistrzostw Chin (2019)

Indywidualne
- Liderka strzelczyń chińskiej ligi WBCA (2018)

Reprezentacja
- Mistrzyni:
  - świata:
    - 2018
    - U–19 (2013)
    - U–17 (2010)

  - Ameryki U–18 (2012)